# Чёрные вдовы (род)
Чёрные вдовы (лат. Latrodectus) — род пауков из семейства тенётников (Theridiidae). Насчитывает 31 вид, представители распространены на всех материках. Включают ряд представителей, укус которых представляет опасность для человека.

## Описание
Главной характерной чертой чёрных вдов являются умеренно длинные, похожие на «гребень» ходильные ноги. Пауки имеют ряд крепких, изогнутых щетинок на задних парах ног. Гребень задних ног используется для ловкого метания паутины на добычу. Окутывание происходит за считанные минуты, в связи с чем в паутинах вдов можно изредка встретить весьма крупную добычу, например, ящериц, лягушек и ужей.

### Внешний вид
Расцветка каждого вида пауков различна, но у всех представителей можно выделить чёрно-блестящее тело и конечности. У северно-американских вдов брюшко целиком чёрное, За исключением чёрной вдовы, на теле которой можно обнаружить красное пятно в форме песочных часов. Раскраска брюшка европейских видов варьируется: у степных вдов оно пятнистое, а у европейских - с продолговатыми бело-коричневыми пятнами.

### Укус
Укус вдов опасен для людей, может быть смертелен для детей и стариков — см. латродектизм. Из всех вдов самая ядовитая — чёрная, затем идёт каракурт. До 2010 г. вдовы считались самыми ядовитыми пауками на Земле (потом их вытеснили бразильские странствующие пауки). Весь род назван «вдовами» из-за пожирания самцов самками после спаривания (у особей обоих полов имеется иммунитет на собственный яд, но самки, как правило, более ядовиты чем самцы). Самцы же в целом не опасны, за исключением брачного периода, когда передвигаются по домам и могут проявлять активность.

## Распространение и место обитания
На американских континентах обитают 13 видов, в Евразии — 8 видов, на африканском континенте — 8 видов, в Австралии и Океании — три вида, и один (Latrodectus geometricus) — на всех континентах за исключением Евразии.

## Этимология
Название Latrodectus, возможно, произошло от греческого и означает «кусая в тайне».

## Эффект яда и латродектизм
Яд этих пауков нейротоксичный. Ощущения от укуса похожи на укол булавкой, однако его расположение обычно тяжело определить на глаз. На месте укуса через время проявляются две маленькие красные точки, легкая эритема и отёк. Не бывает некрозных ран. Яд жёлтого цвета, маслянистый, содержит альфа-латротоксин, вызывающий высвобождение из пресинаптических окончаний ацетилхолина, норадреналина и других медиаторов с последующим истощением их запасов. Спустя 30—60 минут после укуса паука появляются болезненные мышечные спазмы, которые распространяются от места укуса на крупные мышцы конечностей и туловища. Затем, выраженное напряжение мышц передней брюшной стенки и мучительная боль (из-за подобных симптомов возможно ложное мнение о перитоните), однако пальпация живота безболезненна. А также возможны: слюнотечение, проливной пот, рвота, артериальная гипертония, тахикардия, одышка, тревожность, головная боль, слабость, фасцикуляции, парестезии, гиперрефлексия, недержание мочи. Изредка бывают рабдомиолиз и почечная недостаточность. Боль начинает снижаться в течение первых 12 часов, но может вновь усилиться в последующие дни и недели.
Однако, возможны и побочные эффекты, связанные с аллергической реакцией организма на яд. Если не ввести противоядие в течение максимум часа с момента укуса, ситуация может ухудшиться и привести к летальному исходу.

## Классификация

### Североамериканские виды
К роду чёрных вдов относится 31 вид. В Соединённых Штатах обитают пять видов, где четыре из них коренные и один — Latrodectus geometricus — интродуцированный.
- Latrodectus bishopi — Флорида (США);
- Latrodectus geometricus — от северных Соединённых Штатов до Техаса с большим преобладанием на юго-западе. Сейчас встречается также на дальнем западе и Калифорнии;
- Latrodectus hesperus — западная Канада, США, и Мексика;
- Чёрная вдова, или (иногда) южная чёрная вдова (Latrodectus mactans) — жаркие районы США;
- Latrodectus variolus — в экстремальной южной части Канады и от юга до севера Флориды.

### Центральноамериканские и южноамериканские виды
- Latrodectus antheratus — Парагвай, Аргентина
- Latrodectus apicalis — Галапагос
- Latrodectus corallinus — Аргентина
- Latrodectus curacaviensis — Малые Антильские острова, Южная Америка
- Latrodectus diaguita — Аргентина
- Latrodectus mirabilis — Аргентина
- Latrodectus quartus — Аргентина
- Latrodectus variegatus — Чили и Аргентина

### Виды из Европы, Северной Африки, Среднего Востока и западной Азии
- Latrodectus dahli — от Среднего Востока до центральной части Азии.
- Latrodectus hystrix — Йемен, Сокотра
- Latrodectus lilianae — Пиренейский полуостров
- Белый каракурт (Latrodectus pallidus) — Северная Африка, Средний Восток, Россия, Иран, Кабо-Верде.
- Latrodectus revivensis , L. dahli levi,  L. tredecimguttatus rossi, L. pallidus, L. hesperus chamberlin & ivy 1935, L. geometricus C.L. Koch, 1841  — Израиль.
- Каракурт (Latrodectus tredecimguttatus) — средиземноморский район, центральная Азия, Россия, Казахстан. Завезён в Китай. Некоторые завезённые особи описываются как L. lugubris.

### Виды из Африки южнее Сахары
- Latrodectus cinctus — южной Африка Кабо-Верде и Кувейт.
- Latrodectus indistinctus — Южная Африка и Намиб
- Latrodectus karrooensis — Южная Африка
- Latrodectus menavodi — Мадагаскар
- Latrodectus obscurior — Кабо-Верде и Мадагаскар
- Latrodectus renivulvatus — Африка, Саудовская Аравия и Йемен
- Latrodectus rhodesiensis — Зимбабве

### Виды из Восточной, Южной и Юго-восточной Азии
- Latrodectus elegans — Китай, Мьянма, Япония, Вьетнам
- Latrodectus erythromelas — Шри-Ланка

### Виды из Австралии и Океании
- Latrodectus atritus — Новая Зеландия
- Latrodectus hasselti — родом из Австралии. Также встречается Юго-Восточной Азии и Новой Зеландии, ввезённый в оба региона.
- Latrodectus katipo — Новая Зеландия

### Виды распространены повсеместно
- Latrodectus geometricus — Африка, США, Южная Америка, Австралия.

## В кинематографе
В комиксах упоминается, что в одной из вселенных Человека-паука с Земли-71928 героя укусила Steatoda nobilis (благородная ложная вдова), которая похожа на чёрную вдову.